# Miss Filipinas Tierra
Miss Filipinas Tierra (en inglés: Miss Philippines Earth) es un concurso de belleza nacional en Filipinas. Se encarga de seleccionar a las representantes del país para el concurso Miss Tierra.

## Historia
Miss Filipinas Tierra fue fundada en 2001 por Carousel Productions encabezada por su presidente, Ramon Monzon, quien también es presidente, director ejecutivo y director de la Bolsa de Filipinas y presidente de PSE Foundation, Inc. y encabezado por la esposa de Ramon, Lorraine Schuck, como vicepresidenta ejecutiva y Peachy Veneracion como vicepresidenta y directora de proyecto.
Carousel Productions renunció a la franquicia de los concursos de belleza Mutya ng Pilipinas (Belleza de Filipinas) y Miss Asia Pacífico Internacional en 2001 y decidió establecer un concurso de belleza cuya causa es promover la preservación del medio ambiente. Como resultado, se establecieron los concursos de Miss Filipinas (actualmente llamado Miss Filipinas Tierra) y Miss Tierra.

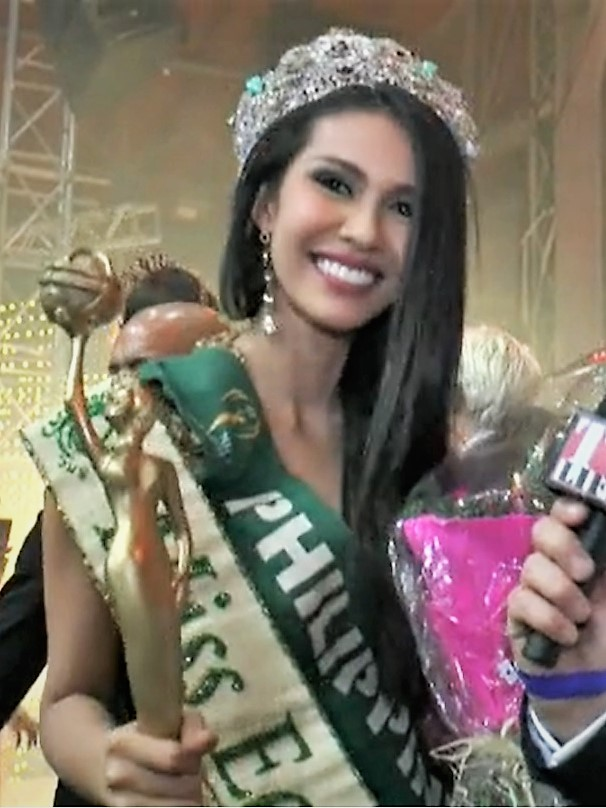
Angelia Ong fue coronada en Life TV en 2015 habiendo ganado tanto el concurso nacional como el internacional

El certamen Miss Filipinas se lanzó formalmente en una conferencia de prensa el 3 de abril de 2001 con la búsqueda de una candidata para representar a Filipinas en el certamen internacional Miss Tierra. El certamen tiene vínculos con agencias gubernamentales filipinas como el Departamento de Turismo de Filipinas (DoT), el Departamento de Medio Ambiente y Recursos Naturales (DENR), la Autoridad de Desarrollo Metropolitana de Manila (MMDA), así como con grupos ambientalistas internacionales como el Programa de las Naciones Unidas para el Medio Ambiente (PNUMA) y Greenpeace para promover su defensa del medio ambiente.
En sus años de formación, el certamen se conocía simplemente como Miss Filipinas (2001-2003) y luego se cambió a Miss Filipinas Tierra (2004-2017, 2019-presente), ya que la ganadora representa a Filipinas en el certamen de Miss Tierra. En 2018, el título pasó a llamarse Miss Tierra Filipinas para enfatizar la marca global «Miss Tierra». Sin embargo, en 2019, el certamen cambió su nombre a «Miss Filipinas Tierra» para hacer valer su reclamo de derechos legales, ya que Carousel Productions posee legalmente el título de marca registrada «Miss Filipinas», según su vicepresidenta ejecutiva, Lorraine Schuck.
Las candidatas del concurso se llaman Bellezas por una causa. El concurso incluye desfile de trajes de baño, desfile de trajes de noche y concurso de talentos, pero en la parte de las entrevistas se da más peso a la personalidad y también a la inteligencia ecológica y medioambiental.

## Proyecto de legado
Anualmente, la ganadora de Miss Filipinas Tierra y su corte elemental se embarcaron en un proyecto de legado. Todo comenzó en 2006, cuando Miss Filipinas Tierra 2006 Cathy Untalan y su corte elemental escribieron un libro titulado 'Bakawan' (Bosque de manglares) que fue utilizado por la «Campaña de lectura de mentes brillantes» del Departamento de Educación de Filipinas y en el proyecto de lectura simultánea del periódico Philippine Daily Inquirer.
En 2007, las ganadoras de Miss Filipinas Tierra 2007 crearon bolsas reutilizables hechas de restos de plástico como parte de la campaña «I Love ME project». En 2008, a las ganadoras de Miss Filipinas Tierra 2008 se les ocurrió el proyecto «20k OK», en el que plantaron 20.000 plántulas en diferentes zonas de Filipinas. En 2009, a las ganadoras de Miss Filipinas Tierra 2009 se les ocurrió un documental, «Project Noel» y ganaron el primer Premio Medioambiental Loren Legarda. Miss Filipinas Tierra 2011 creó fotografías usadas y títeres hechos a mano como parte de una sesión de lectura para niños para ilustrar los peligros de la eliminación inadecuada de los desechos plásticos.

## Ganadoras
| Año  | Miss Filipinas Tierra         | Corte elemental                  | Corte elemental          | Corte elemental          | Corte elemental           | Ref.   |
| Año  | Miss Filipinas Tierra         | Aire                             | Agua                     | Fuego                    | Ecoturismo                | Ref.   |
| ---- | ----------------------------- | -------------------------------- | ------------------------ | ------------------------ | ------------------------- | ------ |
| 2001 | Carlene Aguilar               | Maria del Carmen Antigua         | Anjelly Gamboa           | Marites Orjalesa         | Gemma Gatdula             | [ 19 ] |
| 2002 | April Ross Perez              | Justine Gabionza                 | Gina Ritter              | Sheryll Anne Ducusin     | Honeylet Christine Gascon | [ 20 ] |
| 2003 | Laura Marie Dunlap            | Evangeline Natalie Tarin         | Sheryl Lou Franco        | Lesley Jean Samson       | Mary Joyce Garcia         | [ 21 ] |
| 2004 | Tamera Marie Szijarto         | Nadia Camolli                    | Jasmin Chua              | Sheila Margrethe Alonso  | Keithley Anne Campos      | [ 22 ] |
| 2005 | Genebelle Raagas              | Nadia Lee Cien Shami             | Arleine Villanueva       | Antonette Stephanie Yu   | April Lynn Villanueva     | [ 22 ] |
| 2006 | Catherine Untalan             | Ginger Ann Conejero              | Katrina Grace Rigets     | Francis Dianne Cervantes | Reena Rae Sarmiento       | [ 19 ] |
| 2007 | Jeanne Harn                   | Krystle Ann Gonzalez Dizon-Grant | Joyce Nocomura           | Sarah Katrina Miñoza     | Anna Katrina Bautista     | [ 22 ] |
| 2008 | Karla Paula Henry             | Marie Razel Eguia                | Marian Michelle Oblea    | Maria Kristelle Lazaro   | Maria Venus Raj           | [ 22 ] |
| 2009 | Sandra Inez Seifert           | Michelle Martha Braun            | Kirstie Joan Babor       | Patricia Marie Tumulak   | Grezilda Adelantar        | [ 23 ] |
| 2010 | Kris Psyche Resus             | Renee Rosario McHugh             | Emmerie Dale Cunanan     | Gwennaëlle Ruais         | Angela Lauren Fernando    | [ 22 ] |
| 2011 | Athena Mae Imperial           | Jonavi Raisa Quiray              | Murielle Adrienne Orais  | Michelle Gavagan         | Mary Denisse Toribio      | [ 24 ] |
| 2012 | Stephany Dianne Stefanowitz   | Glennifer Perido                 | Samantha Purvor          | Thoreen Halvorsen        | Mary Candice Ramos        | [ 25 ] |
| 2013 | Angelee Claudette delos Reyes | Nancy Leonard                    | Alma Cabasal             | Athina Karla Chia        | Bernadette Mae Aguirre    | [ 26 ] |
| 2014 | Jamie Herrell                 | Diane Carmela Querrer            | Kimberly Covert          | Bencelle Bianzon         | Monique Teruelle Manuel   | [ 27 ] |
| 2015 | Angelia Gabrena Ong           | Chanel Olive Thomas              | Catherine Joy Marin      | Carla Angela Valderrama  | Jona Sweett               | [ 28 ] |
| 2016 | Loren Mar Artajos             | Shannon Rebecca Bridgman         | Melanie Mader            | Maria Fatima Al-sowyed   | Charinna Barro            | [ 29 ] |
| 2017 | Karen Ibasco                  | Kim De Guzman                    | Jessica Marasigan        | Nellza Bautista          | Vanessa Mae Castillo      | [ 30 ] |
| 2018 | Silvia Celeste Cortesi        | Zahra Bianca Saldua              | Berjayneth Chee          | Jean Nicole de Jesus     | Halimatu Yushawu          | [ 31 ] |
| 2019 | Janelle Tee                   | Ana Monica Tan                   | Chelsea Lovely Fernandez | Alexandra Marie Dayrit   | Karen Nicole Piccio       | [ 32 ] |
| 2020 | Roxanne Allison Baeyens       | Patrixia Shirley Santos          | Maria Gianna Llanes      | Marie Sherry Ann Tormes  | Ilyssa Marie Mendoza      | [ 33 ] |
| 2021 | Naelah Alshorbaji             | Ameera Almamari                  | Rocel Angelah Songano    | Roni Meneses             | Sofia Galve               | [ 34 ] |
| 2022 | Jennylynn Sinead Ramp         | Jimema Tempra                    | Angeline Mae Santos      | Erica Vina Tan           | Nice Lampad               | [ 35 ] |
| 2023 | Yllana Marie Aduana           | Kerri Reilly                     | Jemimah Zabala           | Sha’uri Livori           | Athena Auxillo            | [ 36 ] |
| 2024 | Irha Mel Alfeche              | Feliz Clareianne Thea Recentes   | Samantha Dana Bug-os     | Kia Labiano              | Ira Patricia Malaluan     | [ 37 ] |

Nota 1: En las ediciones de los años 2009 y 2010, Miss Filipinas Tierra siguió siendo el gran título del evento, pero los otros cuatro títulos, es decir, Miss Filipinas-Aire, Miss Filipinas- Agua, Miss Filipinas- Fuego, y Miss Filipinas- Ecoturismo son todas ganadoras por igual. Las cinco candidatas restantes del Top 10 que no lograron avanzar al Top 5 son las finalistas del certamen. Sucedió una vez más en 2017.
Nota 2: En 2011, volvió a su orden original con Miss Aire como finalista o segunda posición, seguida por Miss Agua, Miss Fuego y Miss Ecoturismo como tercera, cuarta y quinta posición, respectivamente.

## Representación internacional
: Declarada como ganadora
     : Terminó como finalista
     : Terminó como una de las semifinalistas o cuartofinalistas
     : Terminó como ganadora de premios especiales
| Año  | Miss Filipinas Tierra         | Posición en Miss Tierra | Premios especiales | Ref.          |
| ---- | ----------------------------- | ----------------------- | --- | ------------- |
| 2001 | Carlene Aguilar               | Top 10                  | - Mejor en Traje de Noche - Miss Close-up | [ 38 ]        |
| 2002 | April Ross Perez              | Top 10                  | - Miss Fotogénica |               |
| 2003 | Laura Marie Dunlap            | Top 10                  | - Mejor Piel |               |
| 2004 | Tamera Marie Szijarto         | Top 8                   | - Miss Creamsilk - Premio Texters' Choice |               |
| 2005 | Genebelle Raagas              | Top 16                  | |               |
| 2006 | Catherine Untalan             | Miss Tierra - Agua 2006 | |               |
| 2007 | Jeanne Harn                   | No clasificó            | - Miss Fotogénica |               |
| 2008 | Karla Paula Henry             | Miss Tierra 2008        | - Miss Fotogénica - Premio Miss Earth Designers |               |
| 2009 | Sandra Inez Seifert           | Miss Tierra - Aire 2009 | - Mejor en Traje de Noche - Mejor en Traje de Baño |               |
| 2010 | Kris Psyche Resus             | No clasificó            | - Miss Aodai (Top 5) |               |
| 2011 | Athena Mae Imperial           | Miss Tierra - Agua 2011 | - Darling of the Press - Miss Stars Scene | [ 39 ]        |
| 2012 | Stephany Dianne Stefanowitz   | Miss Tierra - Aire 2012 | - Darling of the Press - Traje de Baño (Grupo 1) - Desafío de Trivia (Cavite) | [ 40 ]        |
| 2013 | Angelee Claudette delos Reyes | Top 8                   | - Miss Ecoturismo - Miss Flitflop | [ 41 ]        |
| 2014 | Jamie Herrell                 | Miss Tierra 2014        | - Darling of the Press - Traje Cóctel (Grupo 1) - Traje Nacional (Asia Pacífico) | [ 42 ]        |
| 2015 | Angelia Gabrena Ong           | Miss Tierra 2015        | - Miss Amistad (Grupo 3) - Traje de Noche (Grupo 3) | [ 43 ]        |
| 2016 | Imelda Schweighart            | No clasificó            | - Darling of the Press - Miss Earth-Hannah's (2.ª finalista) | [ 44 ] [ 45 ] |
| 2017 | Karen Ibasco                  | Miss Tierra 2017        | - Darling of the Press - Traje de Baño (Grupo 2) - Traje Nacional (Asia Pacífico) - Traje de Resort (Grupo 2) - Traje de Noche (Grupo 2) | [ 46 ]        |
| 2018 | Silvia Celeste Cortesi        | Top 8                   | - Traje de Resort (Grupo Aire) - Traje de Noche (Grupo Aire) - Traje de Baño (Grupo Aire) - Traje Nacional (Asia y Oceanía) - Diosa de Albáy (1.ª finalista) - Mejor Terno (1.ª finalista)                                                                                            | [ 47 ]        |
| 2019 | Janelle Tee                   | Top 20                  | - * Traje Nacional (Asia y Oceanía) - Traje de Baño (Grupo Aire) - Traje de Playa (Grupo Airport) - Talento (Grupo Aire) - Cara de la Tierra Ruturista - Miss Biyo Ruchin - Embajadora Miss T Wireless - Embajadora de Terminal 2 (Grupo Aire) - Mejor Terno Filipino (1.ª finalista) | [ 48 ]        |
| 2020 | Roxanne Allison Baeyens       | Miss Tierra - Agua 2020 | - Traje de Noche (Asia y Oceanía) - Talento - Baile (Asia y Oceanía) - Traje de Noche (Asia y Oceania) - Traje Deportivo (Asia y Oceanía) - Mejor Eco-Video (Asia y Oceanía) | [ 49 ]        |
| 2021 | Naelah Alshorbaji             | Top 8                   | - Traje de Noche | [ 50 ]        |
| 2022 | Jennylynn Sinead Ramp         | Top 20                  | - Traje de Fauna (Asia y Oceanía) - Traje de Baño (Asia y Oceanía) - Traje de Noche (Grupo Aire) - Miss Lakeshore | [ 51 ]        |
| 2023 | Yllana Marie Aduana           | Miss Tierra - Aire 2023 | - Miss Bikini - Mejor aparición (Top 5) - Mejor traje nacional (Top 12) |               |
| 2024 | Irha Mel Alfeche              | Top 12                  | | [ 56 ]        |